# اولوافمی آجبیلور
اولوافمی آجبیلور (انگلیسی: Oluwafemi Ajilore؛ زادهٔ ۱۸ ژانویهٔ ۱۹۸۵) بازیکن فوتبال اهل نیجریه است.
از باشگاه‌هایی که در آن بازی کرده‌است می‌توان به باشگاه فوتبال خرونینگن، باشگاه فوتبال میتیولن و باشگاه فوتبال بروندبی اشاره کرد.
وی همچنین در تیم‌های ملی فوتبال زیر ۲۳ سال نیجریه و نیجریه، بازی کرده‌ است.
وی در مسابقات بین‌المللی در مجموع برندهٔ ۱ مدال نقره شده‌ است.